# Přísnotice

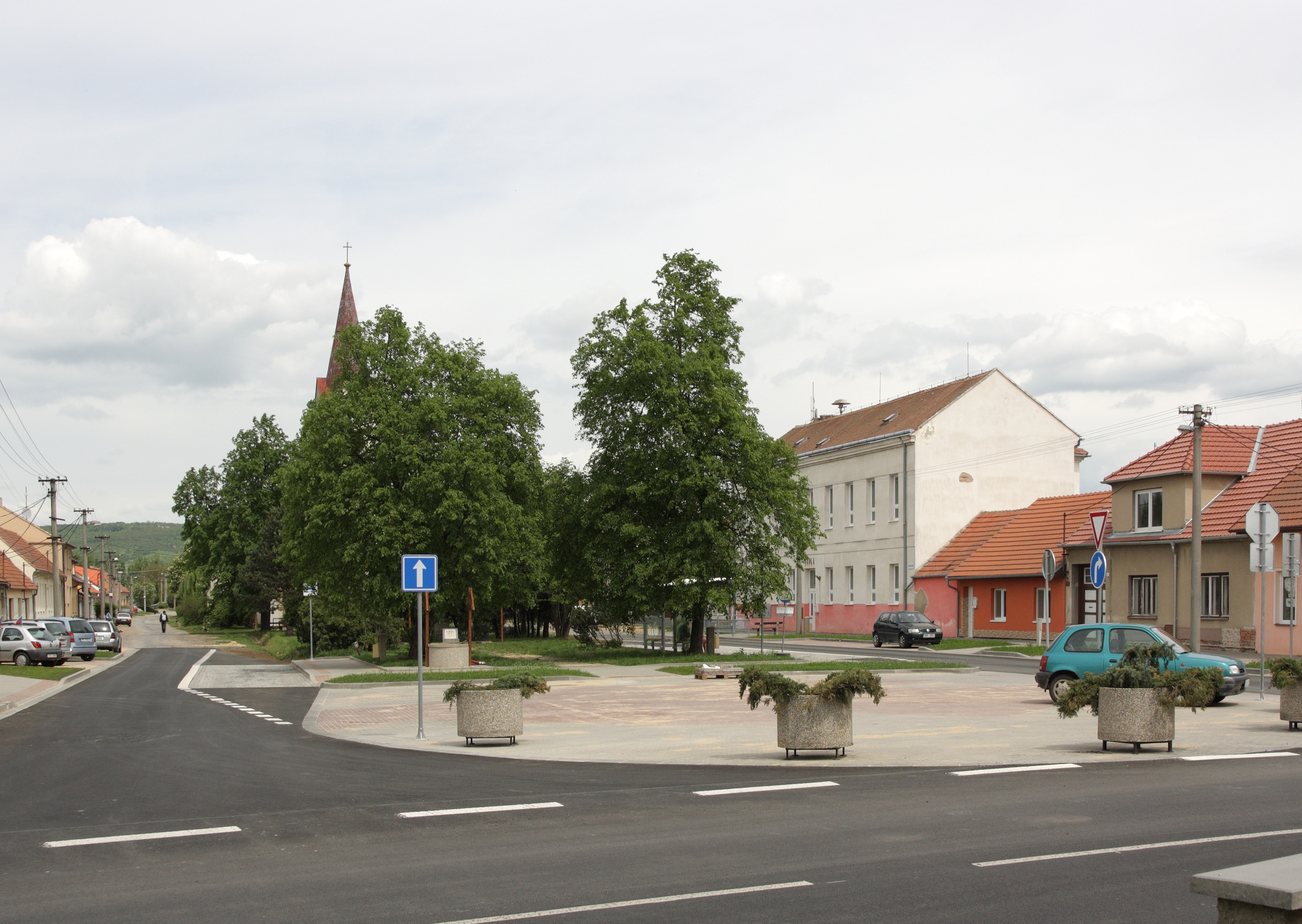
Přísnotice - Ortsmitte

Přísnotice (deutsch Prisnotitz, früher Priesnotitz) ist eine Gemeinde in Tschechien. Sie liegt sieben Kilometer nordöstlich von Pohořelice und gehört zum Okres Brno-venkov.

## Geographie
Přísnotice befindet sich rechtsseitig der Šatava in der Thaya-Schwarza-Senke. Westlich des Dorfes verläuft die Bahnstrecke Břeclav–Brno, die nächste Bahnstation ist Žabčice.
Nachbarorte sind Unkovice und Židlochovice im Norden, Nosislav und Boudky im Osten, Velké Němčice und Uherčice im Südosten, Vranovice im Süden, Přibice, Velký Dvůr und Pohořelice im Südwesten, Úlehla und Smolín im Westen sowie Žabčice im Nordwesten.
Zwei Kilometer südöstlich liegt die Wüstung Želice.

## Geschichte
Přísnotice wurde wahrscheinlich im 13. Jahrhundert gegründet. Die älteste schriftliche Nachricht über das zum Kloster Rosa Coeli gehörige Dorf erfolgte im Jahre 1341, als Přísnotice zur neuerrichteten Pfarre in Unkovice gepfarrt wurde. Nach dem Erlöschen des Klosters fielen dessen Güter 1535 der Böhmischen Krone als Pfandbesitz zu. Ferdinand I. verkaufte Přísnotice einschließlich des wüsten Dorfes Želice 1538 an den Vizekanzler des Königreiches Böhmen, Jiří Žabka von Limberg. Burian Žabka verkaufte 1566 die Güter an Albrecht Černohorský von Boskowitz. Nach seinem Tode erbte 1573 dessen Bruder Johann Schembera Černohorský von Boskowitz den Besitz. Er veräußerte Přísnotice 1574 an Franz Graf von Thurn. Friedrich von Zierotin, der 1590 Přísnotice zusammen mit Smolín für 4500 Gulden erworben hatte, schlug beide Orte seiner Herrschaft Židlochovice zu. Seine Erben verkauften die Herrschaft 1616 an Adam von Waldstein. Zu dieser Zeit bestand Přísnotice aus 43 Häusern. Nach dem Erlöschen der Pfarre in Unkovice wurde das Dorf im Jahre 1633 nach Židlochovice umgepfarrt. Während des Dreißigjährigen Krieges verödete Přísnotice. 1656 lagen 29 Anwesen wüst, 1673 waren noch immer 16 unbewirtschaftet. Im Jahre 1790 lebten in den 52 Häusern von Přísnotice 322 Personen. 1806 begann in Přísnotice der Schulunterricht, zuvor waren die Kinder nach Hunkovice geschult. 1818 zerstörte ein Großfeuer 40 Häuser. 1845 brannten 36 Häuser, 13 Scheunen und der Glockenturm auf Dorfplatz nieder. Im Jahre darauf brannten erneut 11 Häuser ab. Bis zur Mitte des 19. Jahrhunderts blieb das Dorf immer der Herrschaft Židlochovice untertänig.
Nach der Aufhebung der Patrimonialherrschaften bildete Přísnotice ab 1850 eine Gemeinde in der Bezirkshauptmannschaft Auspitz und dem Gerichtsbezirk Židlochovice. 1859 entstand die Straße von Žabčice über Přísnotice nach Vranovice, zuvor war das Dorf nur über Feldwege erreichbar. im selben Jahre brannten neun Häuser des Dorfes ab. An der Stelle des Glockenturmes wurde 1861 eine Kapelle geweiht. 1864 entstand ein Friedhof. Die Kapelle wurde 1873 für den Bau einer Kirche abgebrochen. Im Jahr darauf wurde in Přísnotice eine Pfarre eingerichtet, zu der Žabčice gehört. 1887 wurde ein neues Schulhaus eingeweiht. 1890 bestand das Dorf aus 130 Häusern und hatte 767 Einwohner. 1892 wurde in Přísnotice ein zweiter Friedhof für die evangelischen Einwohner angelegt. Im Jahre 1900 lebten in den 158 Häusern von Přísnotice 773 Menschen. 1921 wurde der Ort von einem Hochwasser der Šatava heimgesucht und stand einen Meter unter Wasser. Bei der Volkszählung von 1921 wurden 904 Einwohner gezählt, davon waren 866 Katholiken und 37 Protestanten. 1926 trat die Šatava wieder über die Ufer, dabei waren die Schäden noch höher als fünf Jahre zuvor. 1928 war die Einwohnerzahl auf 1042 angewachsen. Zwischen 1948 und 1960 gehörte die Gemeinde zum Okres Židlochovice. Nach dessen Aufhebung wurde Přísnotice dem Okres Brno-venkov zugeschlagen. Die Gemeinde Přísnotice führt seit 2002 ein Wappen und Banner.

## Gemeindegliederung
Für die Gemeinde Přísnotice sind keine Ortsteile ausgewiesen.

## Sehenswürdigkeiten
- Kirche des hl. Wenzel, erbaut 1873–1874. Im Jahre 1905 wurde sie um zwei Seitenschiffe und ein Presbyterium erweitert.
- Sühnekreuz aus dem Jahre 1663